# Benjamin de Rohan
Benjamin de Rohan, duc-pair de Frontenay et baron de Soubise, né en 1583, mort le 9 octobre 1642, à Londres, était un chef de guerre huguenot qui n'hésitait pas à user de ruse et d'audace (voire du parjure selon ses ennemis). Frère du duc de Rohan, il est le dernier chef militaire de la résistance calviniste. Mais ni lui ni son frère ne pourront empêcher le mouvement inexorable qui de la mort d'Henri IV à la révocation de l'édit de Nantes conduira de nouveau les protestants français à l'exil. Après leur défaite, et la fin du siège de la Rochelle, plus aucun grand seigneur ne saura s'opposer — sur ce point — à la politique du Roi. Si Louis XIII réussit finalement dans son entreprise à retourner son frère, le duc Henri II de Rohan, il ne parvint cependant jamais à se rallier Soubise.

## Biographie

### Origines
Benjamin de Rohan appartient à la haute noblesse protestante de la Bretagne et du Poitou. Il est le fils de René II de Rohan, vicomte de Rohan et de Léon, et de l'humaniste Catherine de Parthenay, héritière de la puissante famille protestante du Poitou de Parthenay. Petit-fils de René Ier de Rohan et d'Isabelle d'Albret, elle-même fille du roi de Navarre, il est donc par son père cousin issu de germain du futur roi Henri IV). 
frère de Henri II de Rohan 1er duc de Rohan (en 1603), il hérite de sa mère de la terre de Soubise, nom sous lequel il sera connu. 
Élevé dans la religion réformée par sa mère, ayant fait son apprentissage en tant que soldat sous les ordres de Maurice de Nassau, aux Pays-Bas, il est un des gentilshommes français qui, en 1606, se jettent dans Bergues lorsque les Espagnols assiégèrent cette place.
En 1615, il rallie le parti de Henri II de Bourbon, prince de Condé dans sa révolte contre le roi. Cette guerre civile est promptement terminée.

### Pardons et massacres
En 1621, quand recommencent les guerres de religion, Soubise prend le commandement des huguenots des provinces du Poitou, de la Bretagne, et d'Anjou, sous la direction de l'assemblée de La Rochelle ; Soubise combat à l'ouest et le long de la côte tandis que son frère aîné commande sur terre et dans le sud de la France. 
En 1621, Louis XIII se décide brusquement à marcher en personne contre Soubise retranché dans Saint-Jean-d'Angély.
Les chroniqueurs racontent qu'un héraut d'armes se présenta aux portes de la ville, et sans se découvrir, dit à Soubise : 

« À toi Benjamin de Rohan ; le roi ton souverain seigneur et le mien, te commande de lui ouvrir les portes de sa ville de Saint-Jean-d'Angeli, pour y entrer avec son armée. À faute de quoi je te déclare criminel de lèse-majesté au premier chef, roturier toi et ta postérité, tous tes biens confisqués : que les maisons seront rasées de toi et de tous ceux qui t'assisteront.

— Je ne puis répondre que comme soldat, répliqua Soubise, qui était resté couvert.

— Tu ne dois répondre ni comme soldat ni comme capitaine, reprit le héraut, avant que tu sois dans ton devoir : sache que quand je te parle au nom du roi, ton seigneur et le mien, tu dois avoir le chapeau à la main.

Hautefontaine, vieil officier, excusa la faute de son chef, en disant : « M. de » Soubise n'ayant jamais reçu une « pareille sommation, il est excusable de n'en pas connaître les formalités. Si on lui avoit dit qu'il faut mettre un genou en terre, il les auroit mis tous les deux. »

Soubise donna, pour réponse, ces mots écrits de sa main.  Je suis très humble serviteur du roi : mais l'exécution de ses commandements n'est pas en mon pouvoir. Benjamin de Rohan. »

Après un mois de résistance, Soubise se rend aux troupes commandées par Louis XIII ; défilant devant le Roi, à la tête de sa garnison, il s'approche de Sa Majesté, met les deux genoux en terre, et lui fait serment d'une inviolable fidélité. Louis XIII répond : 

« Je serai bien aise que vous me donniez dorénavant plus de sujet d'être satisfait de vous que par le passé. Levez-vous et servez-moi mieux à l'avenir. »

Mais en 1622, Soubise reprend la guerre, s'empare d'Olonne, de l'île de Ré, d'Oléron, menace Nantes, et se flatte qu'on ne parviendrait pas à le forcer dans des positions aussi formidables. En avril, le roi marche de nouveau contre lui. Soubise est un commandant singulièrement audacieux ; néanmoins, l'occupation des îles de Ré et d'Oléron se termine à son désavantage.
Dans la nuit du 15 au 16 avril, pendant la marée basse, les troupes du roi franchissent à gué un des bras de mer qui protègent l'île de Riez. Ce n'est pas un combat, mais un massacre. Soubise, avec cinq ou six cents cavaliers, s’enfuit dans la direction de la Rochelle ; quinze cents fantassins sont « arquebusés » ou sabrés sur place et sans résistance ; on en prend six cents, dont quelques-uns sont pendus et les autres envoyés aux galères. Le roi le déchoit alors de ses biens lors d'un procès en trahison.

« le Sieur de Soubise, est déclaré criminel de lèze-Majesté au premier chef : ses biens acquis & confisqués, et réunis au Domaine de sa Majesté. »

Selon les confessions arrachées à un de ses lieutenants, ses propres officiers avaient été tentés de le poignarder au dernier conseil de guerre, tant il avait montré d'irrésolution à combattre. Néanmoins, Soubise est réintégré dans ses biens, honneurs et pensions, par l'édit de pacification, donné à Montpellier, le 18 octobre de la même année (où les huguenots ne conservent que deux places-fortes : La Rochelle et Montauban).

### Un corsaire protestant
Le 17 janvier 1625, il reprend ses attaques sur la flotte royaliste dans le port du Blavet : avec trois cents soldats et cent matelots, il cingle sur Blavet, attaque le plus grand vaisseau, y monte  l'épée à la main et s'en empare, met ensuite pied à terre pour aller attaquer le fort,  y trouva plus de résistance que prévu, campe pendant trois semaines, retenu par des vents contraires, voit arriver le duc de Vendôme, gouverneur de Bretagne. Afin de lui fermer la retraite, on a barré l'entrée du port avec des chaînes et un énorme câble. Soubise soutient la  canonnade, puis enfin, à la faveur du vent, force les barrières qui lui interdisent la sortie du port, et fait voile vers l'île de Ré, emmenant avec lui quinze vaisseaux de la flotte royale.

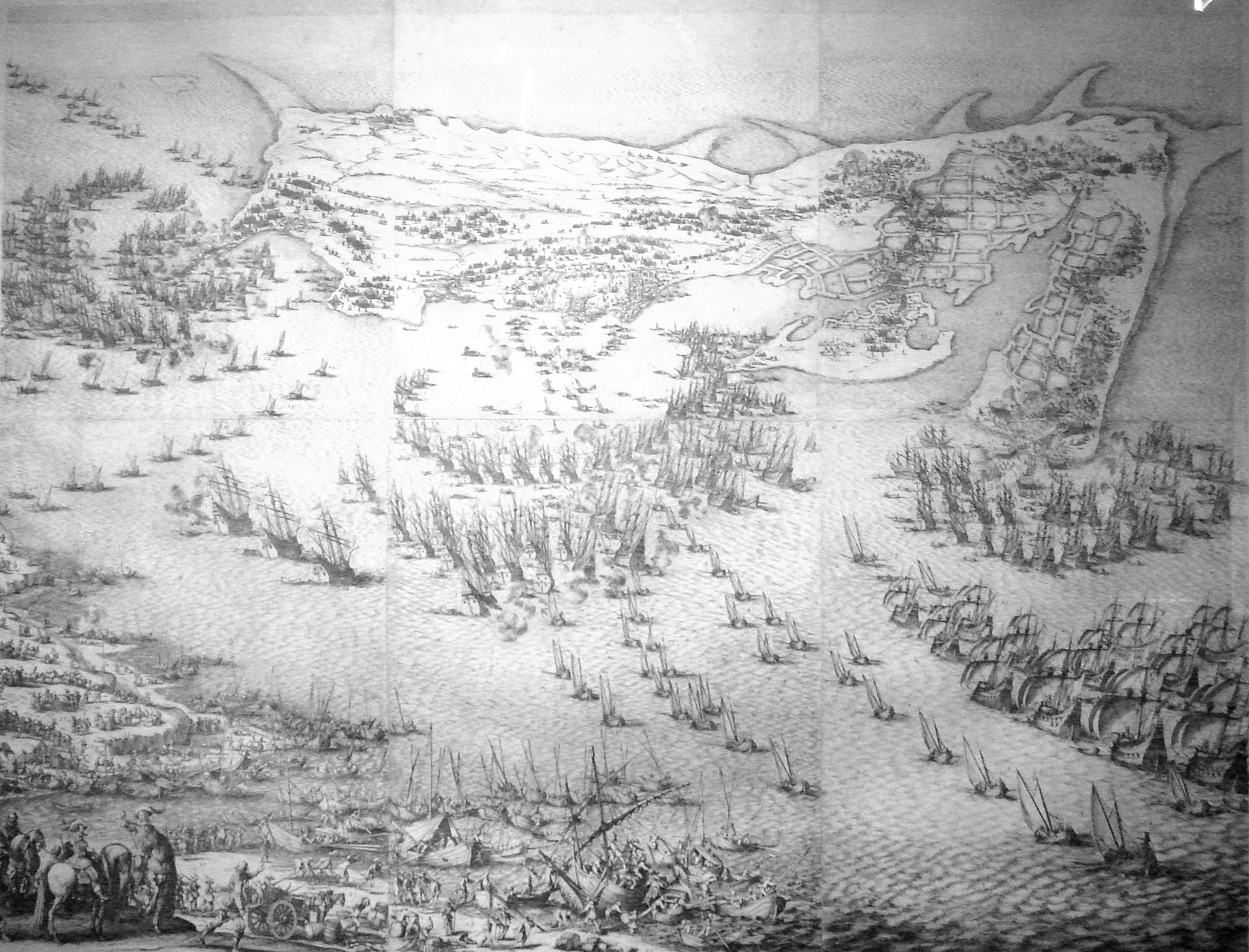
Soubise perd l'île de Ré en 1625

Ce coup de chance le rend maître des mers de Nantes à Bordeaux. Désavoué un temps par le parti protestant, qui le traite de corsaire ; il devient après sa victoire le héros du parti. Le roi lui  offre  le commandement d'une escadre contre Gênes ; mais il refuse et prend le titre d'amiral des Églises protestantes.
Son expédition dans le Médoc ne réussit pas. Il échoue contre la Forteresse de Castillon, située près de Soulac-sur-mer, et remonte sur ses vaisseaux avec précipitation. De retour à l'île de Ré, il doit combattre la flotte royale commandée par Houstein, amiral de Zélande et allié de la France (donc du roi). Par traîtrise, il récupère ses otages lors d'une trêve et attaque au dépourvu la flotte ennemie, mettant le feu au vaisseau amiral. 
Réfugié dans l'île de Ré, après ce coup, il est finalement battu par le duc Henri II de Montmorency à la Bataille de Saint-Martin-de-Ré. Attaqué par un corps de 3 000 hommes, Soubise finit par sonner la retraite avec cinq à six cents cavaliers. Il s'enfuit avec précipitation et gagne une chaloupe. Montmorency le pourchasse sur Oléron. Soubise gagne l'Angleterre alors que le duc récupère l'île de Ré pour le compte du roi Louis XIII.
Un nouvel édit de pacification, daté du 6 avril 1626, et qui offre à Soubise les mêmes avantages que les précédents édits vient mettre un terme à cette guerre sur les instances du roi Charles Ier.

### Le siège de la Rochelle
La paix de 1626 est immédiatement suivie par la reprise des hostilités en septembre  1626. 
Pendant le siège de la Rochelle (1627-1628), Soubise ne parvient pas à convaincre la bourgeoisie rochelaise d'accepter les offres des Anglais. Il amène au secours de la ville la flotte commandée par Buckingham lui-même. Mais il règne si peu d'accord dans le parti protestant, que les Rochellois refusent de recevoir les vaisseaux anglais dans leur port.
Il faut que Catherine de Parthenay, mère des Rohan, fasse d'autorité ouvrir une des portes de la ville, et qu'elle prenne son fils par la main pour l'introduire dans la Rochelle. Dès lors, Buckingham s'écarte de Soubise, prend le contrepied de ses conseils  et perd la défense du port après quatre mois de défiance.
La défaite s'avérant honteuse et inévitable, Soubise s'enfuit en Angleterre, qu'il avait déjà visitée au printemps précédent; en quête de secours, il y rencontre Charles Ier d'Angleterre, puis de nouveau lord Buckingham. Il échange quelques mots un peu forts avec le duc. Mais celui-ci est assassiné quelques heures après leur entrevue, poignardé par  le fanatique John Felton (1595-1628).
Soubise, accusé de trahison par les familiers du duc et ses gens, ne doit d'avoir la vie sauve qu'aux aveux de Felton lui-même.  Le roi Charles ordonne le départ d'une nouvelle flotte (sous les ordres du comte de Lindsey) mais celui-ci ne reconnaît pas l'autorité de Soubise et refuse de forcer le barrage bloquant le port et la  fameuse digue construite par Richelieu. Cette entreprise téméraire étant le seul moyen de sauver la ville de la famine, la Rochelle se rend.

### La mort en exil

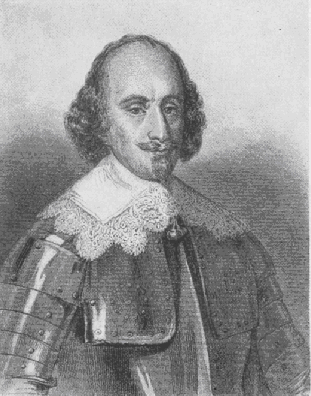
Henri de Rohan, duc de Rohan (1579-1638) frère de Benjamin de Rohan

Compris dans l'édit de pacification en faveur des Protestants, alors que les réformés se voient imposer la « paix de grâce » d'Alès le 28 juin 1629, qui leur retire le droit aux assemblées politiques, et toutes leurs anciennes places de sûreté, Soubise refuse de rentrer en France. Il demeure en Angleterre, rêvant de faire encore quelque descente en Bretagne, et envoyant toujours des espions vers la France. Il meurt en 1642, à Londres. Sans enfant, son titre de Soubise revient donc dans le douaire de son petit-cousin, François de Rohan (1630-1712). 
Saint-Simon dit de lui :

« M. de Soubise, frère de ce grand-duc de Rohan, ne fit parler de lui que par l'audace et l'opiniâtreté de ses continuelles défections, quoiqu'à la paix que le roi donna en 1626 aux huguenots il l'eût fait duc à brevet. On n'en ouït plus parler en France, depuis la prise de La Rochelle, et il mourut en Angleterre, sans considération, où il s'était retiré sans avoir été marié, vers 1641. »

Il fut créé duc-pair de Frontenay par lettres de juillet 1626 (selon Louis Gabriel Michaud « C'est par une erreur (...) que Soubise est qualifié de duc par la plupart des historiens ; le roi érigea en sa faveur la baronnie de Frontenay en duché-pairie, par lettres datées de Nantes, au mois de juillet 1626, mais elles ne furent jamais enregistrées, formalité sans laquelle elles devenaient nulles. »)
Ses aventures ont été narrées par son frère, Henri II de Rohan duc de Rohan dans ses mémoires.
Soubise a toujours entretenu avec son frère une correspondance suivie, et nous savons qu'à certaines heures tragiques de sa carrière militaire, il ne s'est engagé à l'action qu'après avoir soumis ses plans à Rohan, dont il sollicitait les avis. Ce seigneur, que la haine des catholiques a poursuivi de toutes ses rigueurs, à un point tel qu'elles ont faussé, sur sa réputation, le jugement de la plupart des historiens, n'était pas un partisan vulgaire.

## Sources et liens